# Castro (Puglia)
Castro (Casciu in dialetto salentino) è un comune italiano di 2 302 abitanti della provincia di Lecce in Puglia.
Situato lungo la costa orientale della penisola salentina, il comune è formato dall'abitato principale di origine medievale, posto su un promontorio a 98 m s.l.m. (Casciu te susu), e dalla parte bassa di Castro Marina (Casciu te sutta), sorta intorno al porto. Centro peschereccio e balneare, vanta origini antiche quale erede della romana Castrum Minervae. Fu una delle prime città del Salento ad essere elevata in periodo di occupazione normanna al rango di contea; fu anche sede vescovile fino al 1818.

## Geografia fisica

### Territorio

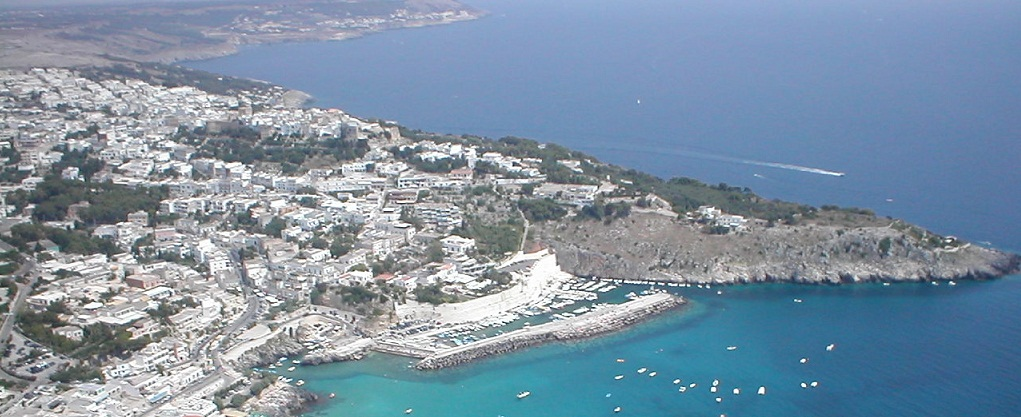
Il porto di Castro Marina

Il territorio comunale si estende per 4,44 km² ed è il terzultimo comune per superficie dell'intera regione. È caratterizzato da modesti rilievi degradanti repentinamente verso il mare (versanti) e raggiunge il punto più elevato con il Monte Mattia, 123 metri s.l.m. La morfologia del territorio è ondulata con pochi spazi in pianura, soprattutto nella parte nord occidentale del feudo. Dall'ottobre 2006 parte del suo territorio rientra nel Parco Costa Otranto - Santa Maria di Leuca e Bosco di Tricase istituito dalla regione Puglia.
Confina a nord con il comune di Santa Cesarea Terme, a nord-ovest con il comune di Ortelle, a sud con il comune di Diso (dal quale fu distaccato nel 1975), a est si affaccia sul mare.
- Classificazione sismica: zona 4 (sismicità molto bassa), Ordinanza PCM n. 3274 del 20/03/2003

### Mare
Ai fini meteorologici (Meteomar) e delle Informazioni Nautiche degli Avvisi ai Naviganti, il limite marittimo tra Adriatico Meridionale e Ionio Settentrionale è dato dal 40º parallelo nord: sulla costa italiana corrisponde a Punta Mucurune proprio nei pressi di Castro: 40°00′00″N 18°25′48″E / 40, 18.43. Per altre convenzioni (gestione demaniali, registrazione natanti, uffici pesca, Dogane, Capitanerie, Controlli fiscali, ecc..) il limite convenzionale dello spartiacque si sposta di volta in volta più a sud o più a nord di Castro.
In senso strettamente geografico i due mari, Ionio e Adriatico, non confinano affatto in quanto divisi dal lungo ed ampio Canale d'Otranto con sponde tra il Salento e le coste greco-albanesi  per cui è correto indicare geograficamente Castro come affacciato sul Canale d'Otranto.

### Clima
Dal punto di vista meteorologico Castro rientra nel territorio del basso Salento che presenta un clima prettamente mediterraneo, con inverni miti ed estati caldo umide. In base alle medie di riferimento, la temperatura media del mese più freddo, gennaio, si attesta attorno ai +9 °C, mentre quella del mese più caldo, agosto, si aggira sui +25,1 °C. Le precipitazioni medie annue, che si aggirano intorno ai 676 mm, presentano un minimo in primavera-estate ed un picco in autunno-inverno.
Facendo riferimento alla ventosità, i comuni del basso Salento risentono debolmente delle correnti occidentali grazie alla protezione determinata dalle serre salentine che creano un sistema a scudo. Al contrario le correnti autunnali e invernali da Sud-Est, favoriscono in parte l'incremento delle precipitazioni, in questo periodo, rispetto al resto della penisola.
- Classificazione climatica di Castro:[6]
  - Zona climatica: C
  - Gradi giorno: 1243

## Origini del nome
Il toponimo deriva dal latino Castrum (fortezza) e l'insediamento prese il nome di Castrum Minervae per la presenza di un tempio consacrato a Minerva. La voce latina fin dal secolo III risulta - come antico latinismo - anche in lingua greca, cioè Κάστρον (Kàstron).

## Storia
Nel III libro Enea pronuncia: "ci spingiamo innanzi sul mare (....) quando da lungi scorgiamo oscuri colli e il basso lido dell'Italia (...) Le invocate brezze rinforzano, e già più vicino si intravede un porto, e appare un tempio di Minerva su una rocca. I compagni ammainano le vele e volgono a riva le prore. Il porto è incurvato ad arco dalla corrente dell'Euro; i suoi moli rocciosi protesi nel mare schiumano di spruzzi salati, e lo nascondono; alti scogli infatti lo cingono con le loro braccia come un doppio muro, e ai nostri occhi il tempio si allontana dalla riva".
Nel luglio 2015 a Castro un gruppo di archeologi guidati da Amedeo Galati ha rinvenuto una statua mutila femminile di grandi dimensioni. L'opera è databile presumibilmente al IV secolo avanti Cristo e potrebbe raffigurare la dea Minerva, confermando così le ipotesi degli scopritori del reperto, anche se la veste con corto gonnellino potrebbe supporre che si tratti di un'Artemide. Custodita a tre metri dal sottosuolo del centro di Castro, la statua è sprovvista della testa e di altri dettagli anatomici, ma riporta eccezionali tracce di rosso porpora. Gli archeologi hanno rinvenuto anche la falange di un dito, un braccio e una mano e si spera di poter scoprire con il tempo anche gli altri elementi mancanti. Se si riuscisse a ricomporla, la statua risulterebbe alta almeno quattro metri.

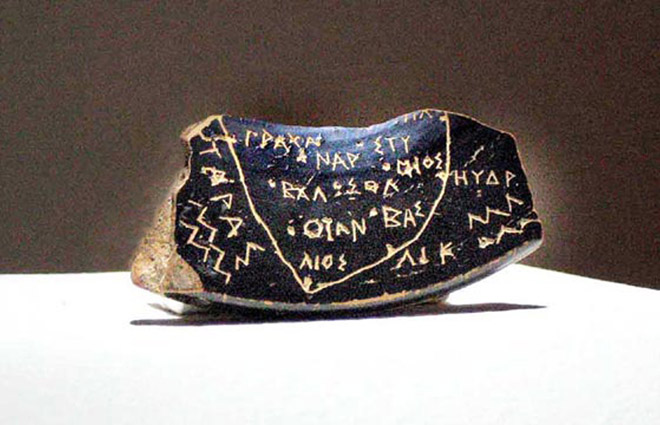
Mappa di Soleto

Già nella preistoria le grotte costiere, in particolare la Romanelli e la Zinzulusa, hanno conosciuto la presenza umana. La nascita di un primo centro urbano avvenne al tempo delle migrazioni liburno-illiriche e pelasgiche (XVII-XVI secolo a.C.) quando dal vicino Epiro mossero verso occidente popolazioni provenienti dalla penisola balcanica. Fu abitato dai Messapi (col nome di ΛΙΚ ? sulla Mappa di Soleto) e dai Greci. Nel 123 a.C. divenne colonia romana con il nome di Castrum Minervae (così come lo si ritrova nella tavola peutingeriana).

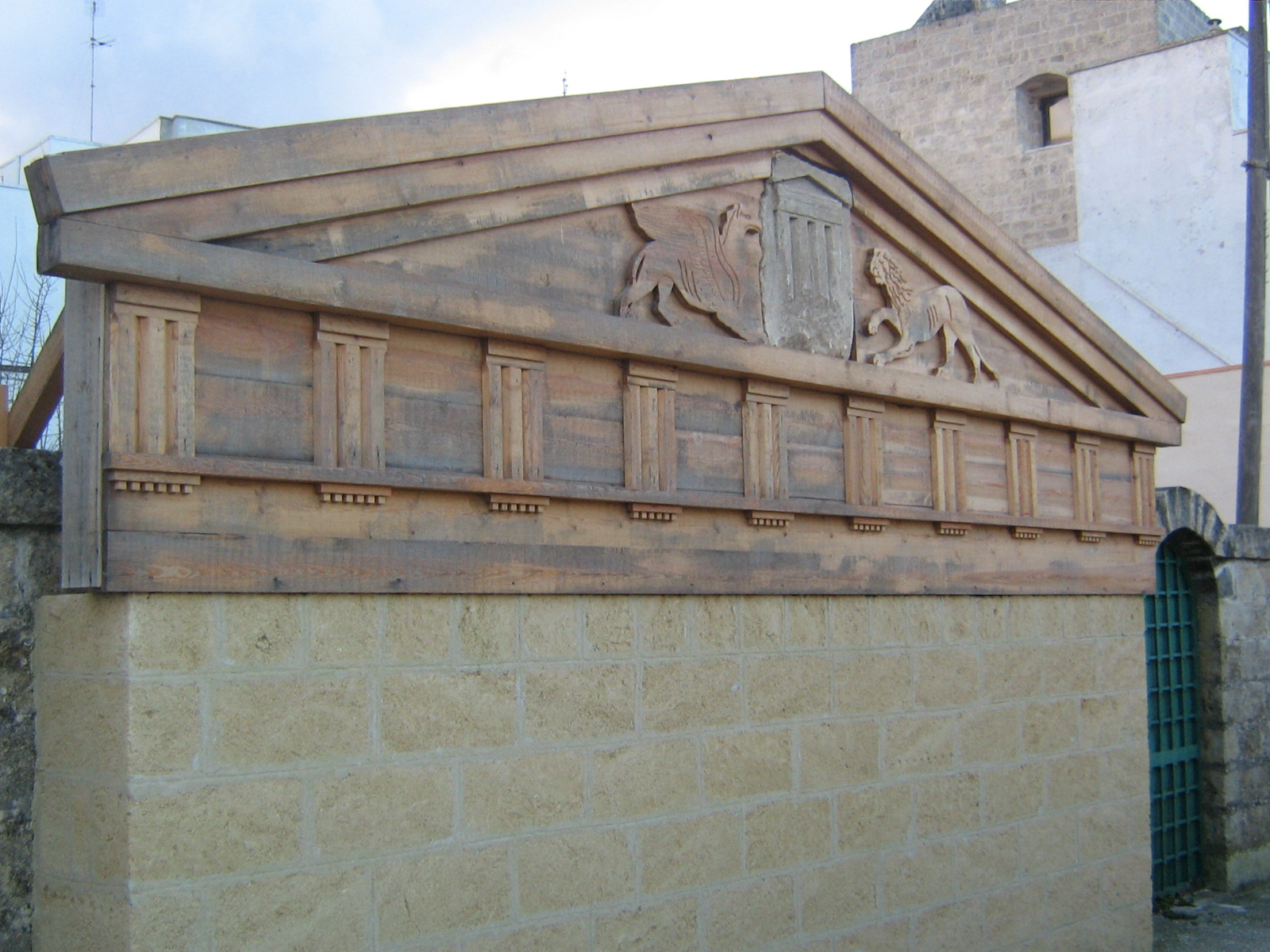
Ricostruzione del Tempio di Minerva

In seguito alla divisione dell'impero romano, Castro divenne un possedimento di Bisanzio e subì frequenti attacchi ad opera degli Alani e degli Ostrogoti nel 378, dei Vandali nel 456, dei Goti nel 543, dei Longobardi e degli Ungari. Nel 682 fu una delle prime città del Salento ad essere eletta a sede vescovile da papa Leone II. Con la conquista normanna e la successiva dominazione sveva, divenne un fiorente centro commerciale e sicuro caposaldo militare. Venne conquistata dagli Arabi per undici anni che la considerarono centro importantissimo e nelle loro carte la indicarono come Al Qatara (il Castello).
Dal 1046 al 1068 Castro fu contesa tra Normanni e Bizantini. Nel 1103 fu elevata a Contea con la
famiglia degli Altavilla. Nel 1270, la Contea di Castro, passò sotto il principato di Taranto. Nel corso dei secoli si succedettero i Biellotto, i De Franco, i De Bugiaco, gli Orsini del Balzo e i della Posta. Nel 1534 Carlo V concesse la Contea alla famiglia Gattinara. In questo secolo la città dovette subire devastanti incursioni ad opera dei pirati saraceni. Le più terribili, nel 1537 e nel 1573, la prostrarono definitivamente: conti e vescovi l'abbandonarono per sedi più comode e sicure; la popolazione superstite si trasferì nei casali dell'entroterra e l'antica Castrum Minervae rimase desolata. In seguito passò ai Ruiz de Castro, ai Lopez di Zunica (López de Zúñiga) e, dal 1777, alla famiglia Rossi che governò sino all'eversione della feudalità nel 1806.
L'abolizione della feudalità determinò il definitivo declino di Castro e la soppressione della diocesi nel 1818 ne fu il colpo di grazia. Il piccolo centro venne così aggregato al comune di Diso costituendone una semplice frazione.

La rinascita della cittadina e lo sviluppo della stessa in un attivo centro di pescatori, artigiani ed operatori turistici a partire dalla seconda metà del Novecento, determinò la restituzione dell'autonomia comunale nel 1975.

### Simboli
Descrizione araldica dello stemma:
(D.P.R. del 29 marzo 1995)
Il gonfalone è un drappo di rosso.

## Monumenti e luoghi d'interesse

### Architetture religiose

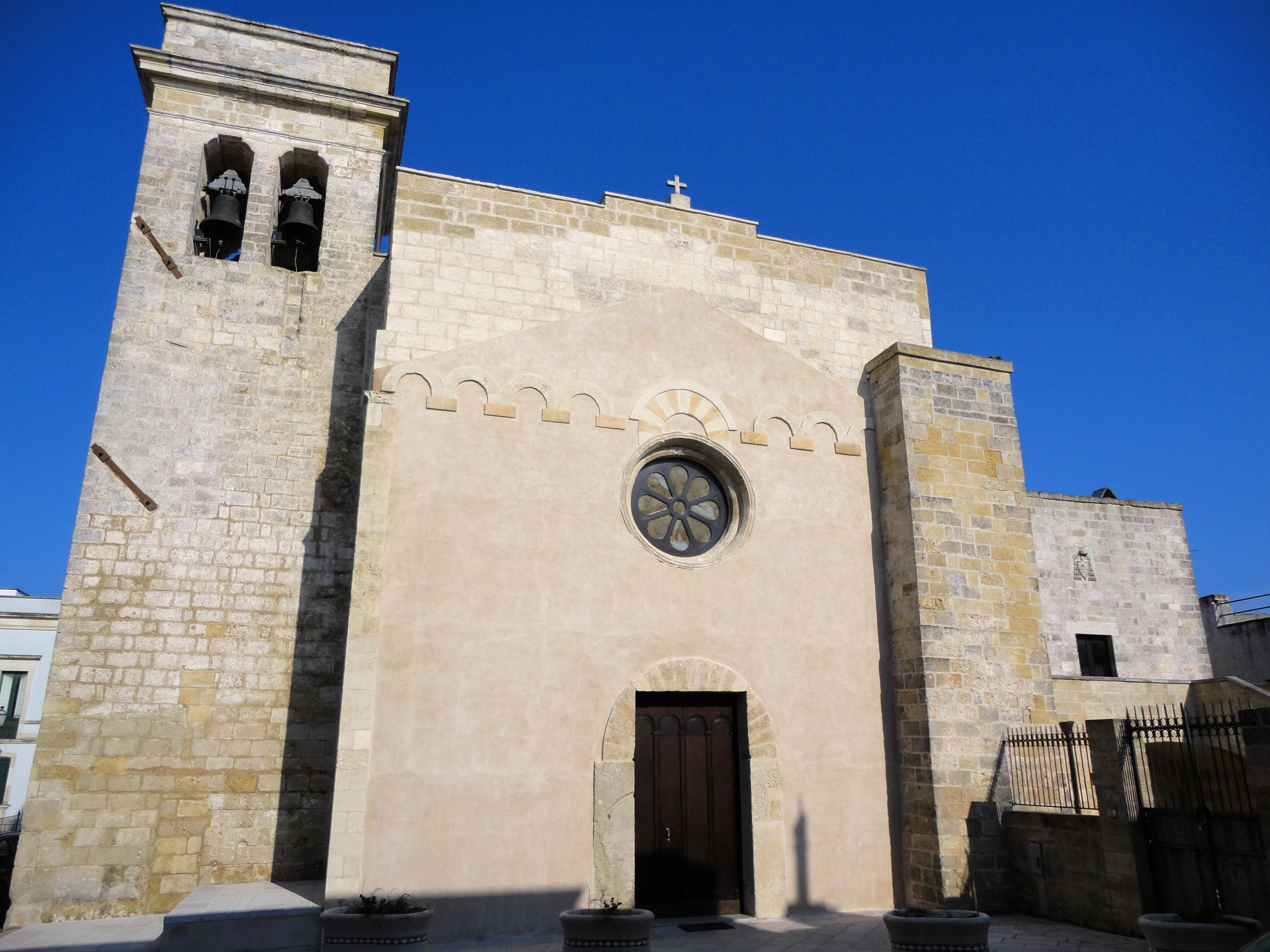
Chiesa dell'Annunziata

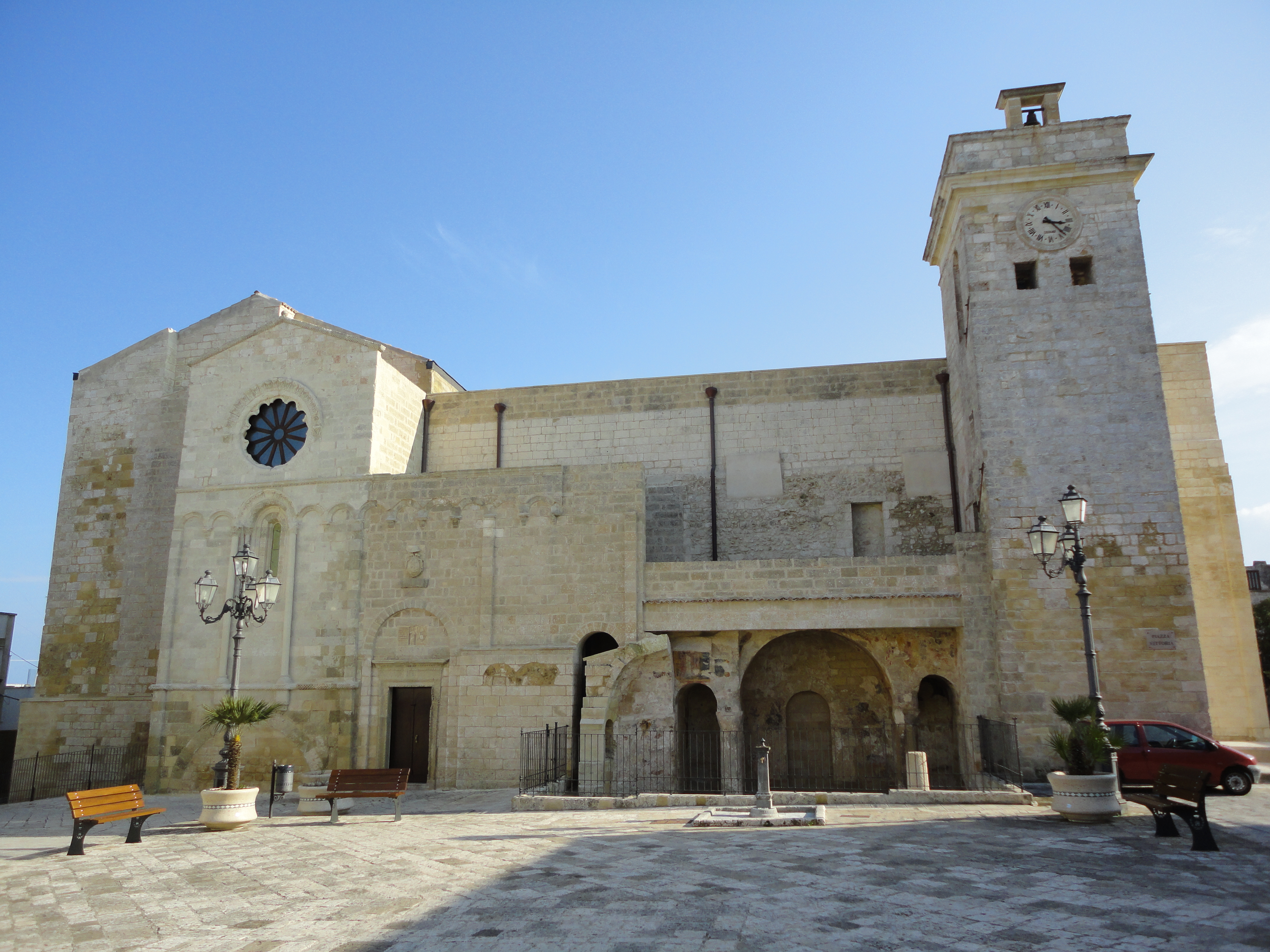
Prospetto laterale

- Chiesa dell'Annunziata, la chiesa madre dell'Annunziata, già cattedrale dell'omonima diocesi soppressa nel 1818, fu costruita nel 1171, probabilmente sulle rovine di un tempio greco. I continui interventi e rifacimenti nel corso dei secoli hanno sensibilmente alterato la struttura originaria in stile romanico. La facciata principale, 'ripristinata' in un restauro del 2010 che ha interessato l'intera superficie esterna dell'edificio, si compone di un portale e di un occhio centrale. Durante l'ultimo ripristino la ricostruzione, seppur discutibile, della decorazione ad archetti ha ridato quel relativo decoro alla facciata del tempio medievale. Lateralmente denota gli elementi tipici del romanico pugliese. L'interno possiede una pianta a croce latina ad un'unica navata terminante nel presbiterio. La navata fu più volte rifatta sino alla sostituzione del suo tetto in legno nel 1670. Prospetto laterale Lungo le pareti laterali si susseguono alcuni altari ospitanti le tele della Madonna Immacolata con i Santi Francesco d'Assisi e Francesco di Paola, della Madonna con Sant'Antonio di Padova e il Beato Luca Belludi, della Vergine Immacolata con i Santi Filippo Neri, Francesco di Sales, Ignazio di Loyola e Francesco Saverio, della Madonna con i Santi Gaetano di Thiene, Carlo Borromeo e Andrea Avellino, dell'Annunciazione, della Madonna del Rosario e della Visita di Maria a Sant'Elisabetta. L'altare maggiore, in stile barocco, fu edificato dai vescovi De Marco e Capreoli tra il 1670 ed il 1685. È un'opera scultorea di notevole interesse ed è arricchito da due tele di diverse dimensioni raffiguranti la Madonna Annunziata, protettrice della città. La chiesa accoglie inoltre un affresco bizantineggiante di santa Lucia, il seicentesco pulpito ligneo, l'organo a canne del XVII secolo, l'urna lignea contenente le reliquie di santa Dorotea, compatrona di Castro, e alcune pregevoli statue processionali in cartapesta, fra cui quella della Madonna Annunziata.

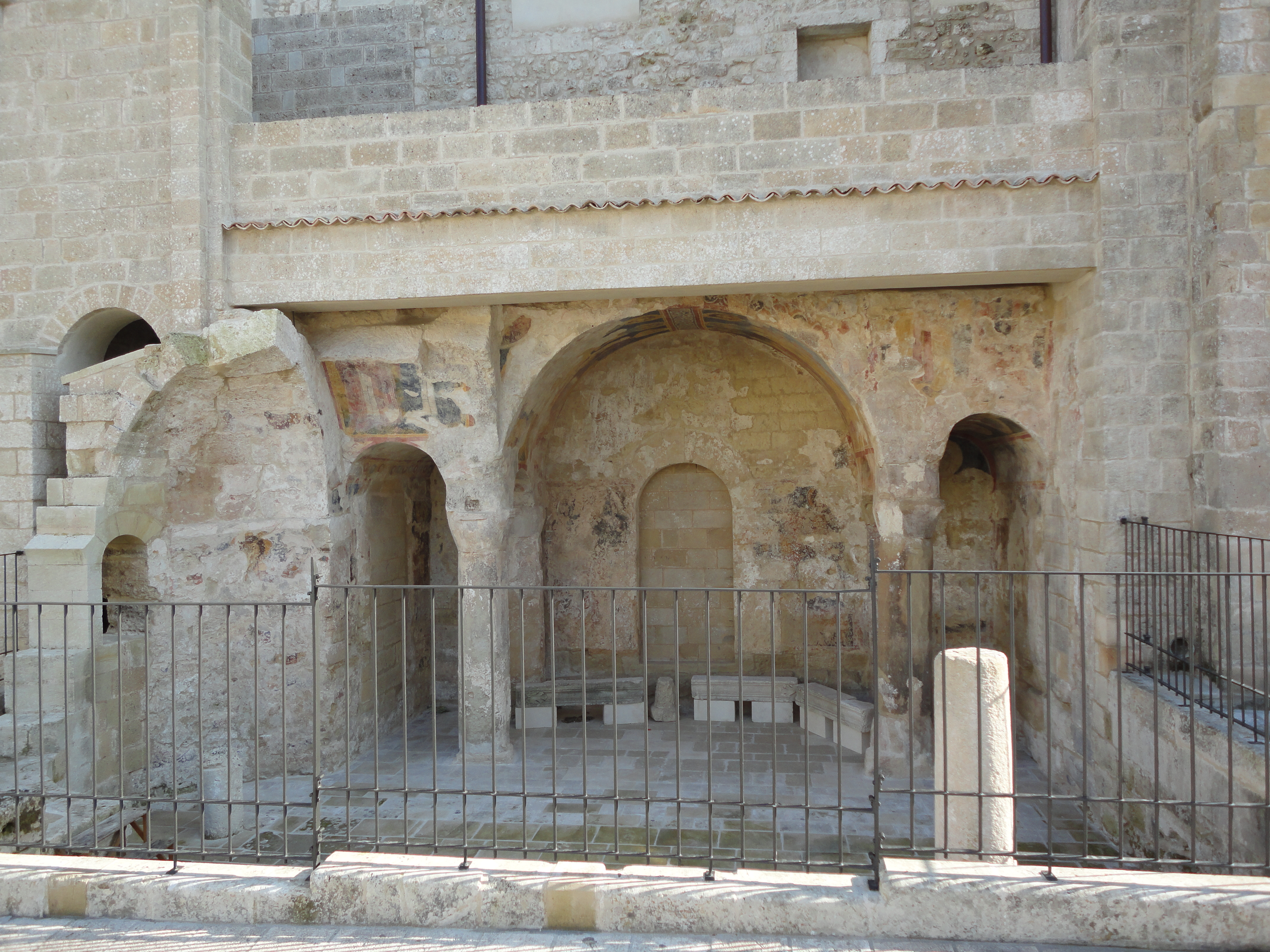
Resti della basilica bizantina

- Basilica bizantina, si tratta dei resti di una chiesa di età bizantina (IX-X secolo), edificata su un precedente impianto paleocristiano. Nel corso dei secoli fu trasformata in ossario e in parte demolita nel corso della prima metà dell'Ottocento per ampliare l'attuale piazza e successivamente murata alla vista. L'edificio poi, fu scoperto dall'Architetto Filippo Bacile di Castiglione nella seconda metà dell'Ottocento e divenne oggetto di studio dallo stesso Architetto con un progetto di ripristino totale, sulla base dell'esempio coevo della chiesa di San Pietro ad Otranto[10]. Sulle sue pareti rimangono tracce di affreschi riconducibili ad almeno tre distinti cicli decorativi. Si distinguono le immagini di sant'Onofrio, di san Giovanni Battista e del Redentore. Nel XVIII secolo la struttura fu murata e utilizzata come cimitero.
- Palazzo Vescovile, l'ex palazzo vescovile, addossato sul lato orientale della chiesa dell'Annunziata, fu riedificato tra il XV e il XVI secolo, con continui interventi successivi. È stata la residenza dei vescovi di Castro fino alla soppressione della Diocesi nel 1818. Il palazzo si distribuisce su due livelli; al piano superiore si accede attraverso una scala esterna.

#### Altre chiese
- Chiesa del Santissimo Sacramento, metà XX secolo
- Chiesa della Madonna di Pompei - edificata a partire dal 1893, fu elevata a Santuario l'11 dicembre 1895 e costituita in parrocchia del Porto nel 1986.

### Architetture militari

#### Castello

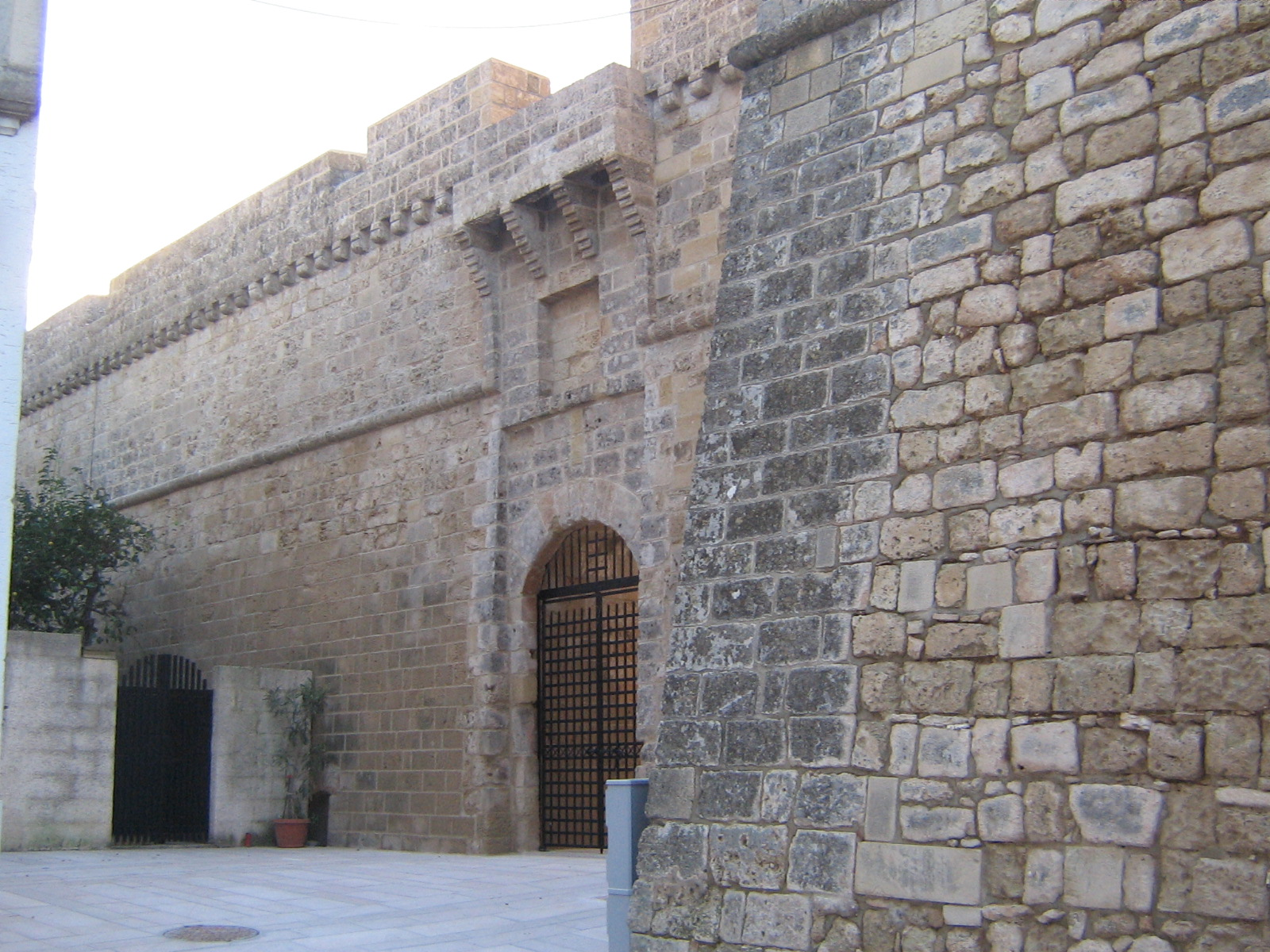
Ingresso del Castello

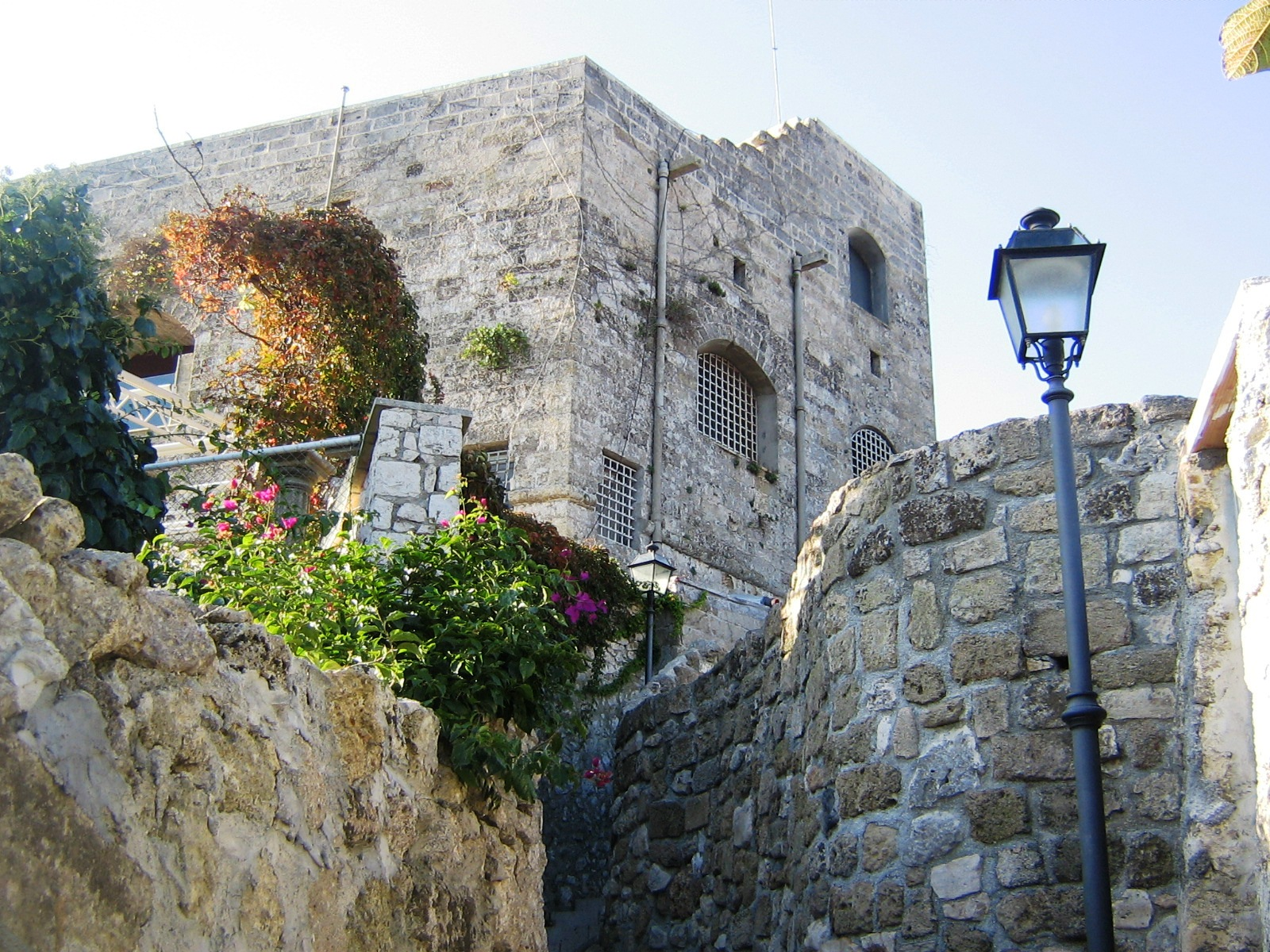
Torrione delle Mura

L'impianto più antico dell'attuale castello aragonese risale al XII-XIII secolo e fu costruito sui resti della rocca bizantina. La struttura castellare medievale, verosimilmente ad impianto quadrilatero, con torrioni quadrangolari su tre lati. in seguito all'attacco turco del 1480 fu aggiunto un torrione circolare scarpato di marca maianesco-martiniana. In seguito ad un ulteriore saccheggio di Castro, avvenuto nella prima metà del Cinquecento la città fu iquasi abbandonata e successivamente ripopolata. Nuovi e ripetuti danneggiamenti costrinsero successivamente il viceré spagnolo don Pedro de Toledo a potenziare ulteriormente la struttura. Si deve alla seconda metà del Cinquecento l'aggiunta dello sperone bastionato, molto probabilmente ad opera dell'Ingegnere senese, Tiburzio Spannocchi. L'architetto-ingegnere senese Tiburzio Spannocchi adeguò, aggiornandolo l'assetto difensivo, proprio con la costruzione del bastione suddetto a protezione della Porta Terra, detto Torre del Catalano, e di una cinta fortificata ad impianto pseudo-esagonale allungato, inglobando gli antichi baluardi e torri di cortina medievali, posti lungo la cortina trecentesca.
Il castello, a pianta rettangolare con quattro torri angolari di varia forma e dimensione, risulta composto da un ingresso protetto da un fossato e da ponte levatoio, ormai rimosso. Entrando si trova un cortile anticamente destinato al deposito di prodotti agricoli che venivano commercializzati, e un'ampia scala, ora scomparsa, con la quale si accedeva ai piani superiori. Nel cortile si affacciano inoltre le porte delle stanze del piano terra. La stanza di ponente si affaccia sul mare ed è dotata di un accesso esterno che porta agli orti sottostanti.

#### Mura
La cinta muraria che racchiude il centro storico di Castro si sviluppa per un perimetro complessivo di circa 700 metri ed è rafforzata dal poderoso castello e da alcune torri. La manutenzione delle mura, fu assicurata dal feudatario sino al 1806, anno in cui fu abolita la feudalità. Gran parte delle mura furono nel corso dei decenni utilizzate come fondamenta delle case perimetrali dell'antico abitato; restano comunque lunghi tratti di cortina e quattro tra torri e bastioni di varie dimensioni e forma.
L'ingresso al borgo antico avveniva e avviene tuttora, attraverso l'unica entrata, la cosiddetta Porta Terra, di cui è rimasto soltanto il nome, non essendoci più nessuna porta. Il nucleo antico di Castro costituisce l'unico esempio, nell'intera provincia, di cittadella fortificata situata su un'altura rocciosa prospiciente il mare.
Torri Costiere
Edificata nel XVI Secolo, ormai nello stato di rudere, Torre Diso è la torre costiera di Castro Marina che comunicava a Sud con Torre Capo Lupo e a Nord con le fortificazioni di Castro.

### Aree naturali

#### Grotte

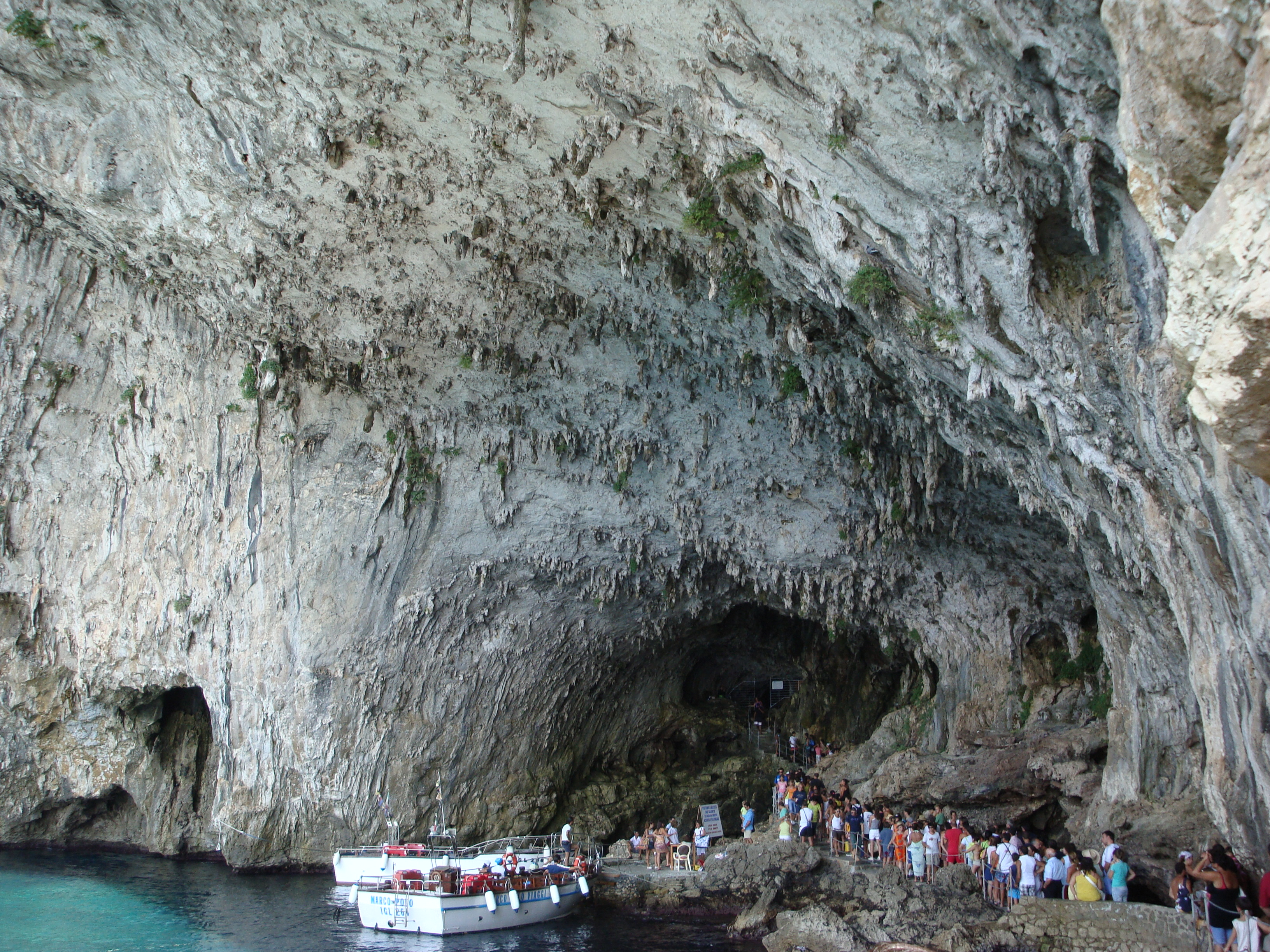
Ingresso Grotta Zinzulusa

Sulla costa, si trova la grotta Zinzulusa, unico sito carsico italiano tra i dieci mondiali segnalati dal Karst Waters Institute (KWI) come meritevole di tutela. Esistono inoltre altre grotte, come la grotta Romanelli, la grotta Azzurra e la grotta Palombara.
- Grotta Zinzulusa, rappresenta una delle più interessanti manifestazioni del fenomeno carsico nel territorio salentino. Il nome Zinzulusa deriva dalla presenza, al suo interno, di numerose stalattiti e stalagmiti che alla luce del sole ricordano tanti panni appesi (zinzuli in salentino). La grotta si è originata durante il Pliocene per effetto dell'erosione operata dall'acqua sul sottosuolo salentino. La grotta si articola in tre parti.
- Grotta Romanelli, si tratta di una grotta costiera, posta nelle vicinanze della grotta Zinzulusa. È stata la prima grotta italiana a restituire resti d'arte parietale risalenti al Paleolitico, motivi incisi su osso e pietre con temi zoomorfi o in misura minore antropomorfi.

#### Bosco dello Scarra

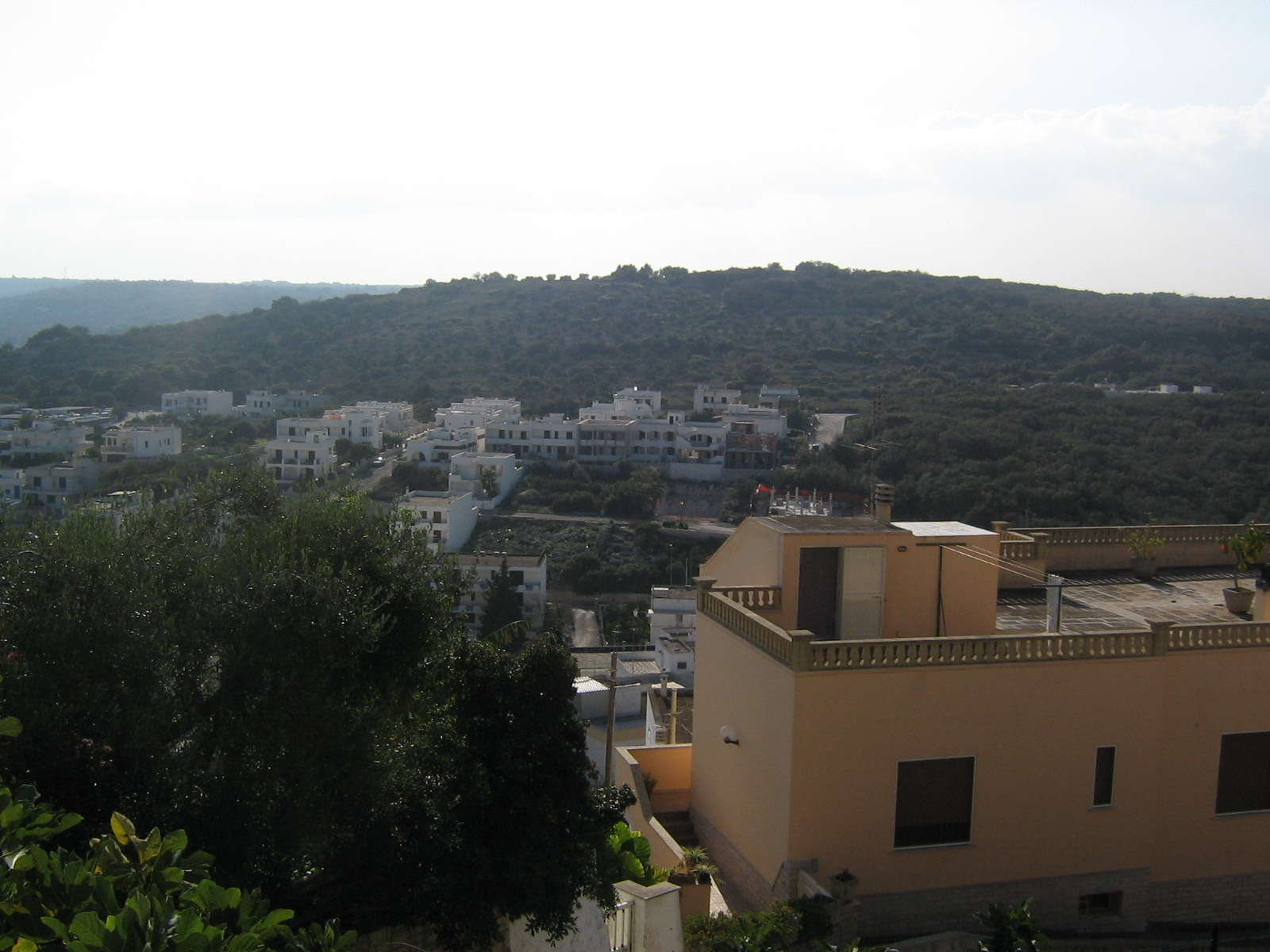
Panorama dell'area Frasciule, al centro. A destra il Bosco Scarra

Il Bosco, più recentemente denominato Parco delle Querce o dello Scarra è ubicato a Ovest dell'abitato, in un'area cinta da muretti a secco. È un bosco di lecci di notevole interesse, anche perché rara testimonianza dei lembi boschivi lungo la fascia costiera orientale del Salento.
È diviso in due parti: una pianeggiante a nord-est ed una rocciosa e scoscesa a sud-ovest, quest'ultima presenta un canale che costituiva il letto di un fiume. La parte pianeggiante è caratterizzata dalla presenza di notevoli esemplari di leccio (Quercus ilex) con tronchi che superano il metro di diametro, quella scoscesa è più fitta e impenetrabile. Il sottobosco è ricco di esemplari vegetali fra cui è possibile trovare: l'alloro (Laurus nobilis), il nespolo selvatico (Mespilus germanica), il biancospino comune (Crataegus monogyna), il terebinto (Pistacia terebinthus) l'edera comune (Hedera helix), l'elleborine minore (Epipactis microphylla), un'orchidea molto rara, e la scrofularia nodosa (Scrophularia nodosa) molto diffusa nel Salento.
Il bosco, inoltre, ospita un numero elevato di specie animali, fra le quali il pettirosso, la tortora, l'occhiotto, l'upupa, la civetta, il fringuello e l'usignolo.

## Società

### Evoluzione demografica
Abitanti censiti

### Etnie e minoranze straniere
Al 31 dicembre 2020 a Castro risultano residenti 27 cittadini stranieri. Le nazionalità principali sono:
- Romania - 12

### Lingue e dialetti

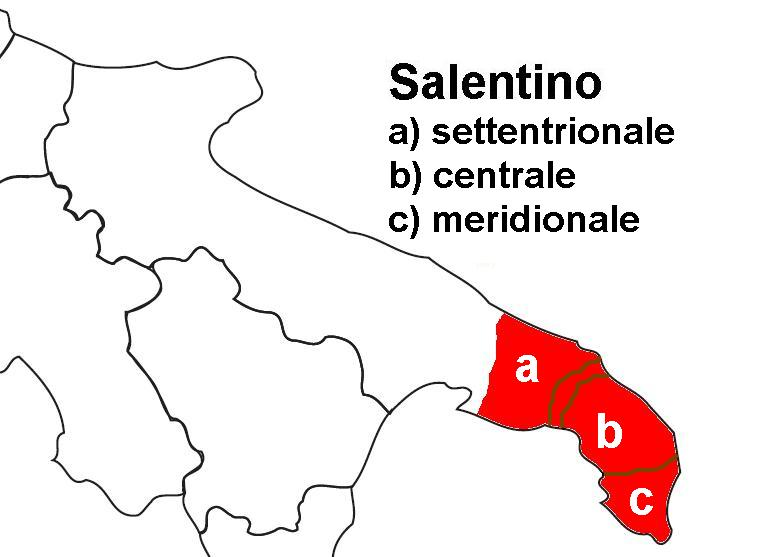
Diffusione del dialetto salentino

Il dialetto parlato a Castro è il dialetto salentino nella sua variante meridionale. Il dialetto salentino, appartenente alla famiglia delle lingue romanze e classificato nel gruppo meridionale estremo, si presenta carico di influenze riconducibili alle dominazioni e ai popoli stabilitisi in questi territori nei secoli: messapi, greci, romani, bizantini, longobardi, normanni, albanesi, francesi, spagnoli.

## Cultura

### Eventi
L'evento principale della cittadina di Castro è la festa patronale in onore di Maria Santissima Annunziata, del 24-26 aprile: nella sera del 24 aprile si svolge una gara di fuochi pirotecnici a cui segue la "sagra del pesce a sarsa".
Il 12 e il 13 agosto si festeggia la Madonna del Rosario di Pompei tramite una processione in mare, seguita da uno spettacolo pirotecnico.

## Economia
L'economia cittadina si basa soprattutto sul turismo balneare e sui settori ad esso legato. La pesca, in passato fondamentale per l'economia locale, oggi rappresenta solo una nicchia. Negli ultimi anni, il numero di alloggi e di strutture turistiche nel paese è salito considerevolmente. Al contrario, i piccoli impresari sono sempre più in difficoltà a causa del costante aumento di grossi e medi centri commerciali locali e di paesi limitrofi.

## Infrastrutture e trasporti

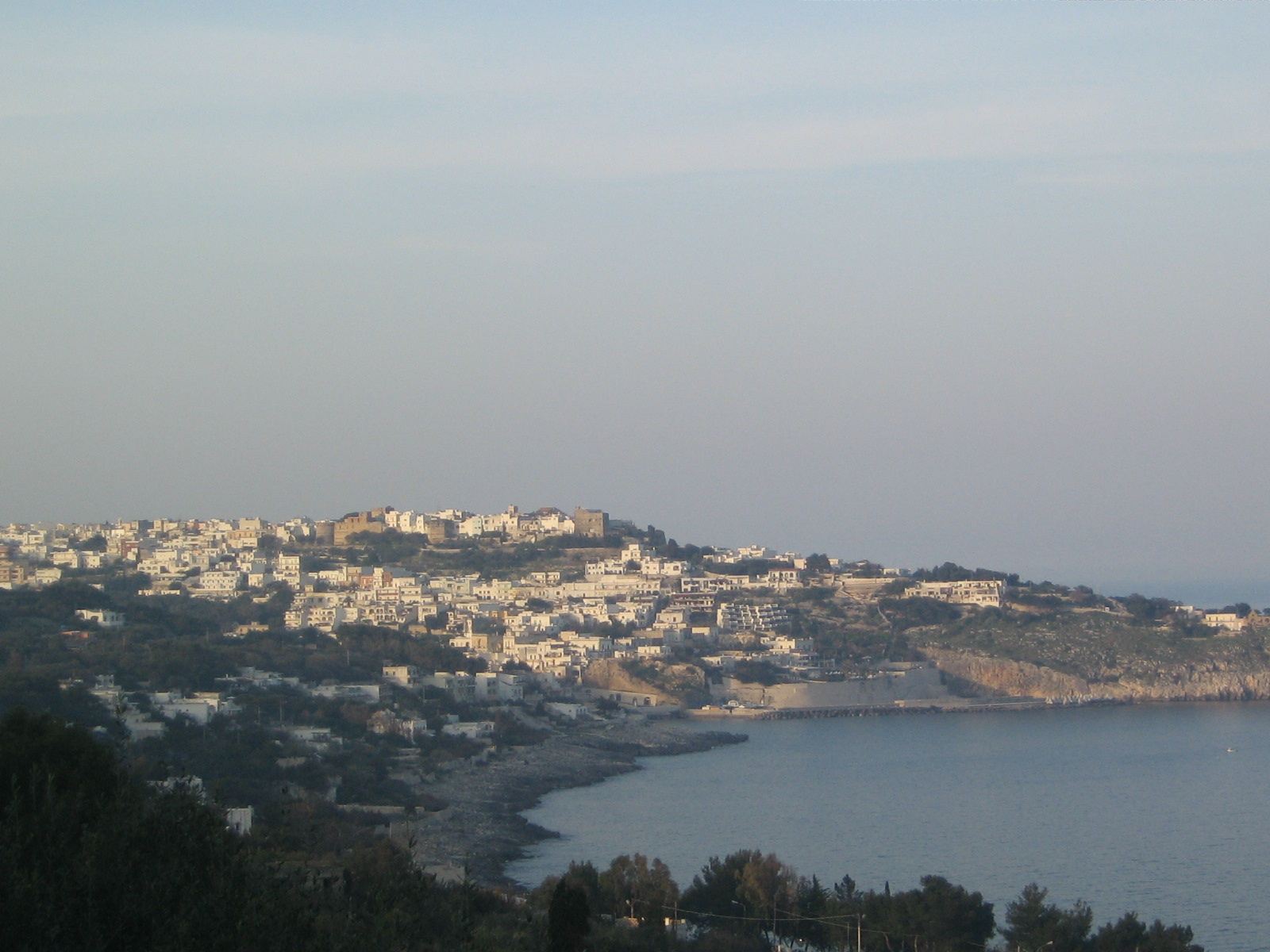
Veduta di Castro

### Strade
I collegamenti stradali che interessano il comune sono:
- Strada statale 16 Adriatica;
- Strada Provinciale 363, Maglie-Poggiardo
- Strada Provinciale 84, Poggiardo-Castro.
- Strada Provinciale 83, Castro-Vignacastrisi-Diso
- Strada Provinciale 169, Castro-Marittima
- Strada Provinciale 259, Castro-Santa Cesarea Terme
- Strada Provinciale 358 Litoranea, Santa Maria di Leuca-Otranto

## Amministrazione
Di seguito è presentata una tabella relativa alle amministrazioni che si sono succedute in questo comune.
| Periodo          | Periodo          | Primo cittadino   | Partito                     | Carica      | Note   |
| ---------------- | ---------------- | ----------------- | --------------------------- | ----------- | ------ |
| 23 giugno 1988   | 7 giugno 1993    | Luigi Carrozzo    | Partito Socialista Italiano | Sindaco     | [ 15 ] |
| 7 giugno 1993    | 11 maggio 1997   | Giuseppe Coluccia | Democrazia Cristiana        | Sindaco     | [ 15 ] |
| 11 maggio 1997   | 17 novembre 1997 | Claudio Sergi     |                             | Comm. pref. | [ 15 ] |
| 17 novembre 1997 | 28 maggio 2002   | Pasquale Ciriolo  | lista civica                | Sindaco     | [ 15 ] |
| 28 maggio 2002   | 29 maggio 2007   | Pasquale Ciriolo  | centro-destra               | Sindaco     | [ 15 ] |
| 29 maggio 2007   | 7 maggio 2012    | Luigi Carrozzo    | lista civica                | Sindaco     | [ 15 ] |
| 7 maggio 2012    | 11 giugno 2017   | Alfonso Capraro   | lista civica                | Sindaco     | [ 15 ] |
| 11 giugno 2017   | in carica        | Luigi Fersini     | lista civica                | Sindaco     | [ 15 ] |